# Elezioni presidenziali in Slovacchia del 2009
Le elezioni presidenziali in Slovacchia del 2009 si tennero il 21 marzo (primo turno) e il 4 aprile (secondo turno); videro la vittoria di Ivan Gašparovič, indipendente sostenuto da Direzione - Socialdemocrazia, Partito Nazionale Slovacco e Movimento per la Democrazia.

## Risultati
| Candidati          | Partiti                                                     | I turno   | I turno | II turno  | II turno |
| Candidati          | Partiti                                                     | Voti      | %       | Voti      | %        |
| ------------------ | ----------------------------------------------------------- | --------- | ------- | --------- | -------- |
| Ivan Gašparovič    | HZD - Smer-SD - SNS                                         | 876 061   | 46,71   | 1 234 787 | 55,53    |
| Iveta Radičová     | SDKÚ-DS - MKP - KDH - OKS                                   | 713 735   | 38,05   | 988 808   | 44,47    |
| František Mikloško | Democratici Conservatori della Slovacchia                   | 101 573   | 5,42    |           |          |
| Zuzana Martináková | Forum Libero                                                | 96 035    | 5,12    |           |          |
| Milan Melník       | Partito Popolare - Movimento per una Slovacchia Democratica | 45 985    | 2,45    |           |          |
| Dagmara Bollová    | Indipendente                                                | 21 378    | 1,14    |           |          |
| Milan Sidor        | Partito Comunista di Slovacchia                             | 20 862    | 1,11    |           |          |
| Totale             | Totale                                                      | 1 875 629 | 100     | 2 223 595 | 100      |